# Seznam signalnih pištol
Seznam signalnih pištol.

## Seznam
- Heckler & Koch P2A1
- M 57